# سكوب سنتر للإنتاج الفني
سكوب سنتر للإنتاج الفني هي شركة متخصصة في إنتاج المسلسلات والمسرحيات وتوزيعها. تمتلكها الكاتبة فجر السعيد، كما تعتبر الشركة هي المالكة لقناة سكوب. قامت بإنتاج العديد من المسلسلات التلفزيونية والمسرحيات والبرامج المتنوعة

## وصلات خارجية
- موقع القناة